# 吼えろ! ドラゴン
「吼えろ! ドラゴン」（原題： Kung Fu Fighting）は、ジャマイカ出身の歌手、カール・ダグラスが1974年に発表した大ヒット曲。世界中で1,100万枚売り上げたと言われている。

## 概要
インド出身のプロデューサー、ビドゥがカール・ダグラスに歌わせるために「I Want to Give You My Everything」という楽曲を用意したところから話は始まる。ビドゥはダグラスに「I Want to Give You My Everything」のB面曲用に使える詞がないかと尋ね、彼は自作の詞をいくつかビドゥに見せた。その中から選ばれたのが本作品であった。ビドゥは次のように回想している。「何しろB面だったからね。タイトルも『Kung Fu Fighting』と適当に決めて曲を作り始めた。冗談半分で作ったよ」
A面曲は2時間以上かけて制作された一方で、本作品はスタジオをおさえた時間の残り10分で素早く録音された。しかも2テイクで完成した。そして両方の曲を聴いたパイ・レコードのプロデューサー、ロビン・ブランチフラワーの意見により、本作品がA面に変更された。
発売当初はほとんど話題にならなかったが、ダンス・クラブなどで徐々に人気を集め、イギリスでは1974年8月17日に最初にチャートインし、9月から10月にかけて3週連続で1位を記録した。本国アメリカでは12月7日から12月14日にかけてビルボード・Hot 100の1位を記録した。またソウル・チャートでも1位を記録し、ビルボードの1975年の年間チャート14位を記録した。そのほかフランス、西ドイツ、アイルランド、オーストリア、ベルギー、オランダ、カナダ、オーストラリア、ニュージーランド、南アフリカ共和国の10か国で1位を記録した。